# (120942) Rendafuzhong
(120942) Rendafuzhong est un astéroïde de la ceinture principale aréocroiseur.

## Description
(120942) Rendafuzhong est un astéroïde de la ceinture principale aréocroiseur. Il présente une orbite caractérisée par un demi-grand axe de 2,13 UA, une excentricité de 0,23 et une inclinaison de 2,4° par rapport à l'écliptique.

## Compléments